# Долбневичи (Дятловский район)
До́лбневичи (бел. Доўбневічы) — деревня в Козловщинском сельсовете Дятловского района Гродненской области Белоруссии. Согласно переписи населения 2009 года в Долбневичах проживало 116 человек. Площадь населённого пункта составляет 31,45 га, протяжённость границ — 3,2 км.

## География
Долбневичи расположены в 21 км к югу от Дятлово, 155 км от Гродно, 29 км от железнодорожной станции Слоним.

## История
В 1880 году Долбневичи — деревня в Козловской волости Слонимского уезда Гродненской губернии (81 житель). В 1886 году в Долбневичах насчитывалось 27 домов, проживало 102 человека, размещалось волостное правление. В 1905 году численность населения деревни составила 189 жителей.
В 1921—1939 годах Долбневичи находились в составе межвоенной Польской Республики. В этот период деревня относилась к сельской гмине Козловщина Слонимского повята Новогрудского воеводства. В 1923 году в Долбневичах имелось 28 домов, проживало 170 человек. В сентябре 1939 года Ананичи вошли в состав БССР.
В 1996 году Долбневичи входили в состав Денисовского сельсовета и колхоза «Слава труду». В деревне насчитывалось 58 хозяйств, проживало 144 человека.
30 декабря 2003 года Долбневичи были переданы из упразднённого Денисовского сельсовета в Козловщинский поселковый совет.
26 декабря 2013 года деревня вместе с другими населёнными пунктами, ранее входившими в состав Козловщинского поссовета, была включена в новообразованный Козловщинский сельсовет.